# Bruine witkoppalpmot
De bruine witkoppalpmot (Chionodes distinctella) is een vlinder uit de familie tastermotten (Gelechiidae). De wetenschappelijke naam is voor het eerst geldig gepubliceerd in 1839 door Zeller.
De soort komt voor in Europa.